# Fédération turque des échecs
La Fédération turque des échecs (en turc : Türkiye Satranç Federasyonu, TSF) est l'organisation chargée de s'occuper de l'organisation des compétitions d'échecs en Turquie.   

## Histoire de la fédération
La fédération turque des échecs a été fondée en 1954. Elle n'est devenue membre de la FIDE qu'en 1962. La fédération a été intégrée à la Direction générale de la jeunesse et des sports en 1991, ce qui lui a valu une reconnaissance nationale officielle.  Avec plus de 800 000 joueurs licenciés, cette fédération est la plus grande fédération sportive de Turquie. 
La fédération turque des échecs est également membre de l'Union européenne des échecs et de l'Association méditerranéenne des échecs,.

## Compétitions gérées
La fédération organise les compétitions d'échecs suivantes :
- la Ligue d'échecs Türkiye İş Bankası
- la Première Ligue d'échecs turque
- le championnat de Turquie d'échecs
- le championnat de Turquie d'échecs féminin
- le championnat de Turquie d'échecs des cadets
- le championnat de Turquie d'échecs des jeunes
- le championnat de Turquie d'échecs des clubs.

## Événements internationaux
La fédération turque des échecs a organisé de nombreux événements :
- 34e Olympiade d'échecs (28 octobre-12 novembre 2000) à Istanbul
- Championnat du monde d'échecs féminin (du 2 au 25 décembre 2010) à Hatay
- Championnat du monde amateur (1-11 octobre 2011) à Antalya
- Championnat du monde féminin par équipe (17-28 décembre 2011) à Mardin
- 2011 Championnat d'Europe d'échecs scolaires (12-20 octobre 2011) à Antalya
- 40e Olympiade d'échecs (27 août-10 septembre 2012) à Istanbul
- Championnat d'Europe d'échecs féminin 2012 (1-14 mars 2012) à Gaziantep
- Championnat du monde d'échecs juniors (moins de 20 ans) en 2013 (12-27 septembre 2013) à Kocaeli
- Championnats du monde d'échecs par équipe de 2013 (24 novembre - 4 décembre 2013) à Antalya
- Championnat européen d'échecs des écoles de 2015 (24 juin-3 juillet 2015) à Konya